# Brachyops laticeps
Il brachiope (Brachyops laticeps) è un anfibio estinto, appartenente ai temnospondili. Visse nel Triassico inferiore (circa 250 - 247 milioni di anni fa) e i suoi resti fossili sono stati ritrovati in India.

## Descrizione
Questo animale è noto esclusivamente per un cranio completo, lungo circa 15 centimetri. Il cranio era piatto e largo, di forma vagamente triangolare, con un  muso molto corto, arrotondato e smussato. Le grandi orbite tondeggianti erano posizionate lateralmente, appena prima della metà del cranio e rivolte verso l'alto. Gran parte delle ossa della volta cranica erano ornamentate da piccoli solchi disposti a raggiera. I canali della linea laterale erano ben definiti e disposti principalmente al di sopra della zona delle orbite. Nella zona del palato erano presenti enormi aperture note come vacuità interpterigoidee. I denti lungo il margine della mascella erano piuttosto piccoli, ma sulle ossa del palato erano presenti vere e proprie zanne allungate, in particolare sull'osso palatino. Le narici si aprivano nella parte anteriore del muso ed erano relativamente distanziate.

## Classificazione
Brachyops laticeps venne descritto per la prima volta da Richard Owen nel 1855, sulla base di un cranio fossile ritrovato nella zona di Mangali, in India centrale, in terreni del Triassico inferiore. Brachyops è il genere eponimo dei Brachyopidae, una famiglia di anfibi dalle abitudini acquatiche e dal corpo appiattito. Tra i suoi più stretti parenti, si ricordano Batrachosuchus, Vigilius e Sinobrachyops; in particolare, sembra che le parentele più strette siano proprio con quest'ultimo genere, malgrado Sinobrachyops sia molto più recente di Brachyops. 

## Paleobiologia
Brachyops doveva essere un animale strettamente acquatico, come indicato dalla morfologia e dalla presenza di cospicui solchi della linea laterale sul cranio. Probabilmente, come gli altri brachiopidi, attendeva sul fondo dei fiumi e dei laghi le sue prede costituite da pesci, per poi spalancare la bocca e risucchiarle all'interno di essa, compiendo al contempo un movimento guizzante in avanti. 